# جسر الاتحاد
جسر الاتحاد هو جسر مكون من 12 حارة عبر خور دبي في دبي. ربط الجسر بر دبي بالقرب من ملاعب دبي وحديقة خور دبي، وديرة بالقرب من ديرة سيتي سنتر ونادي دبي للغولف. حل محل الجسر العائم.اطلع الشيخ محمد بن راشد آل مكتوم نائب رئيس الدولة ورئيس مجلس الوزراء حاكم دبي على المشروع في 30 يونيو 2013. وتقدر تكلفة المشروع بـ 1.1 مليار درهم. منح عقد البناء بحلول نهاية عام 2014 وانتهى من أعمال البناء خلال 4 سنوات.
يحتوي على 6 مسارات وممر للمشاة في الاتجاهين. عرضه 61.6 مترًا (202 قدمًا)، وارتفاعه 15 مترًا (49 قدمًا). القوس فوق الجسر بارتفاع 100 متر (328 قدمًا)، ويبلغ عرض الممر المائي 400 متر (1312 قدمًا). يمكن أن يستوعب المعبر حوالي 24,000 مركبة في الساعة. على جانب بر دبي سيتصل الجسر أيضًا بنفق جديد بالقرب من مستشفى راشد، بينما في ديرة ربط بطريق الاتحاد لسائقي السيارات المسافرين إلى الشارقة.
وافتتح المشروع في أوائل عام 2018.

## التوقيت

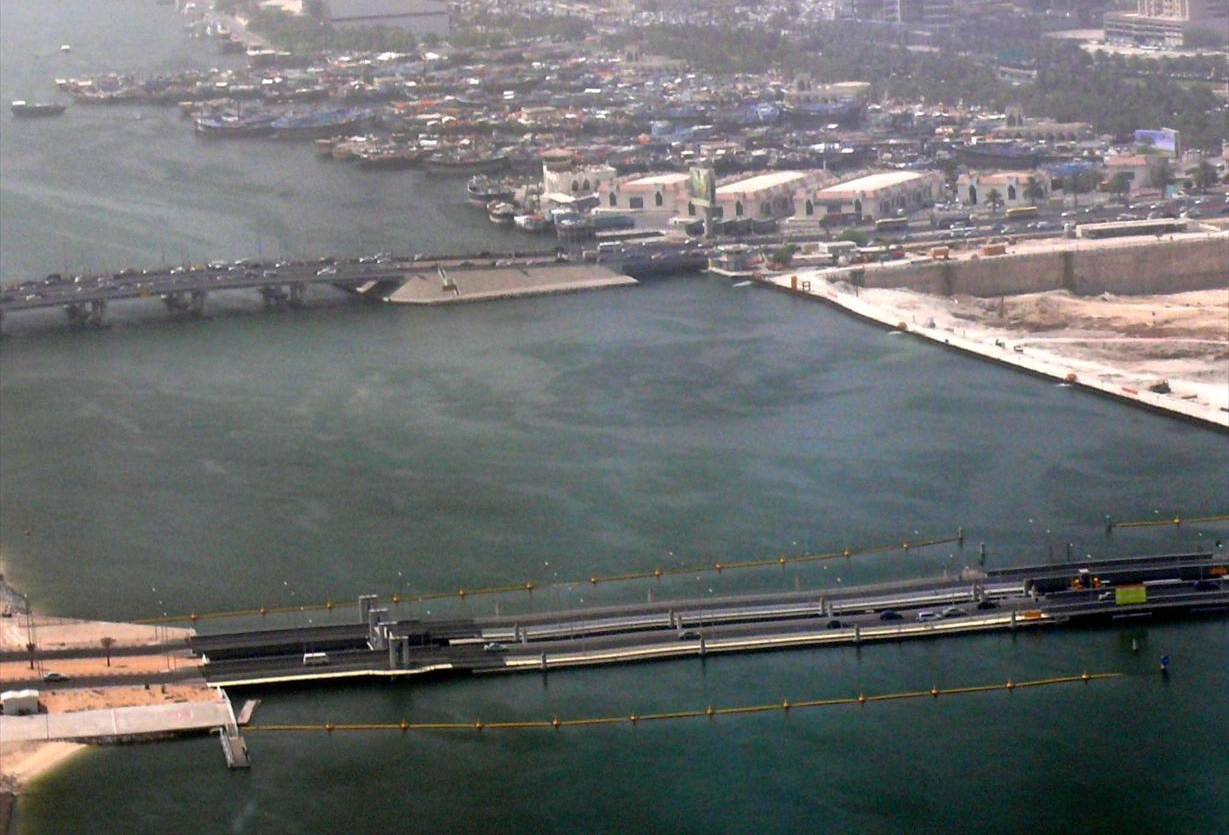
جسر آل مكتوم والجسر العائم

إعلن عن جسر الاتحاد في الأصل في 15 نوفمبر 2008 وأطلق عليه اسم ابتسامة دبي، ويشار إليه أيضًا باسم المعبر السابع. بلغت التكلفة المقدرة آنذاك 810 مليون درهم، وكان من المتوقع في الأصل أن يكتمل البناء بحلول عام 2012. ذكرت خليج تايمز في 7 أغسطس 2012 أن ابتسامة دبي ستكون مفتوحة لحركة المرور في منتصف عام 2013. تمت مراجعة هذا لاحقًا حتى أواخر عام 2018، منذ تأجيلها.
أعلن في 6 نوفمبر 2009 عن بقاء الجسر العائم حتى عام 2014. لا يزال كما هو قيد التشغيل اعتبارًا من عام 2021.

## روابط خارجية
- Dubaichronicle.com
- Gulfnews.com
- ابتسامة دبي ليست جسرًا بعيدًا